# Рыбалевский, Дмитрий Алексеевич
Дмитрий Алексеевич Рыбалевский (укр. Дмитро Олексійович Рибалевський; 29 мая 1983) — украинский актёр театра и кино. Заслуженный артист Украины (2017).

## Биография
Дмитрий Рыбалевский родился 29 мая 1983 года.
В 2005 году окончил экспериментальный курс Евгении Гулякиной, Нинель Быченко Киевского государственного театрального института им. Карпенко-Карого.

### Театр
В 2007 году пришёл на прослушивание в Национальный академический драматический театр им. Ивана Франко. После показанного отрывка из пьесы «Брехня» Владимира Винниченко и вокального номера, на голосовании комиссия разделилась поровну — шесть голосов «за» и столько же «против». Окончательное решение взял на себя художественные руководители театра Богдан Ступка, который и определил дальнейшую судьбу. Уже в тот же день молодой актёр, поступивший в штат театра, приступил к репетиции «Кавказского мелового круга» в постановке Линаса Зайкаускаса.
Занят в спектаклях киевских театров. Популярность актёру принесла роль ветерана Красной Армии в спектакле «Слава героям!» совместного проекта театров «Золотые ворота» и Ивано-Франковского театра имени Франко. Главные герои, в исполнении Дмитрия Рыбалевского и Алексея Гнатковского, — неизменны, а остальной ансамбль свой в Киеве и Ивано-Франковске.

### Кинематограф
В кинематографе занял позицию не предлагать себя на кастингах. На съёмочную площадку попадает по приглашению тех, кто видевших его работы на театральной сцене. Изначально отказывается от ролей бандитов, милиционеров по причине того, что подобные персонажи традиционно лишены собственной истории и эксплуатируются только их визуальные штампы. Исключение — роль в арт-хаусном фильме Валентина Васяновича, где наркоман Рыбалевского — комический герой со своей историей.
Среди других работ — роль в ганстерской криминальной комедии Любомира Левицкого «Ломбард», которую начали снимать в 2008-м, а завершили только в 2012-м из-за экономического кризиса; российский «дембель» в фильме про вторую чеченскую войну оскароносного режиссёра Мишеля Хазанавичуса «Поиск»; Васыль в исторической экранизации баллады Тараса Шевченко «У той Катерины» (укр. У тієї Катерини) — фильм «Толока» режиссёра Михаила Ильенко и другие.

### Семья
Дмитрий — член актёрской династии. Супрга Анастасия Чумаченко и тесть Анатолий Чумаченко — актёры театре Ивана Франко.
Воспитывает четырёх детей — Марго, Марк и Марта, Макар.
Живёт и работает в Киеве.

## Театральные работы

### Национальный академический драматический театр им. Ивана Франко
В театре им. Ивана Франко сыграл более 25 ролей
1. 1999 (ввод) — «Бременские музыканты» Ю. Энтина, В. Ливанова, Г. Гладкова; реж. Дмитрий Чирипюк — Трубадур
2. 2000 (ввод) — «Пигмалион» Б. Шоу; реж. Сергей Данченко — Фредди
3. 2003 (ввод) — «Эх, мушкетёры, мушкетёры…» Е. Евтушенко; реж. Пётр Ильченко — Человек из толпы
4. 2005 (ввод) — «Шякунтала» Андрея Приходько по мотивам Махабхараты; реж. Андрей Приходько — Воин
5. 2005 (ввод) — «Новогодняя одиссея» Дмитрия Буковинца; реж. Оксана Ромашенко и Дмитрий Чирипюк — Дед Мороз / Дед сказочник
6. 2007 — «Женитьба Фигаро» П. Бомарше; реж. Юрий Одинокий — Диджей
7. 2007 — «Лев и Львица» Ирен Коваль; реж. Станислав Моисеев — Сергей, сын Льва Толстого
8. 2007 — «Кавказский меловой круг» Б. Брехта; реж. Линас Зайкаускас — Симон Хахава / Сосо
9. 2008 — «…Я вспоминаю… Амаркорд» Елены Сикорской; А. Билозуба; реж. Александр Билозуб — Персонаж фильма
10. 2008 — «Эдит Пиаф. Жизнь в кредит» Ю. Рыбчинского, Виктории Васалатий; реж. Игорь Афанасьев — Доктор
11. 2008 — «Легенда про Фауста» по мотивам сочинений Шписа, Марло и Гейсельбрехта; реж. Андрей Приходько — Ангел / Демон / Студент
12. 2009 — «Назар Стодоля» Т. Шевченко; реж. Юрий Кочевенко — Казак
13. 2009 — «В воскресенье утром зелье копала» О. Кобылянской; реж. Дмитрий Чирипюк — Дядька
14. 2009 — «Котигорошек. И покатилась горошина…» А. Навроцкого; реж. Пётр Ильченко — Змей
15. 2009 — «На поле крови» Л. Украинки; реж. Юрий Розстальный — Поломник[6]
16. 2010 — «Дорогу красоте» В. Винниченко; реж. Екатерина Чепура — Михайло[7]
17. 2010 — «Урус-Шайтан» И. Афанасьева; реж. Игорь Афанасьев — Илько Перебейнос
18. 2011 — «Гимн демократической молодёжи» С. Жадана; реж. Юрий Одинокий — Сан Саныч
19. 2011 — «Золушка» Е. Шварца; реж. Пётр Ильченко — Лесничий
20. 2011 — «Голгофа» Л. Украинки; реж. Юрий Розстальный — Поломник / Иуда / Старик
21. 2012 — «Натусь» В. Винниченко; реж. Екатерина Чепура — Роман Витальевич[7]
22. 2013 — «Цветок чертополоха» Н. Ворожбит; реж. Станислав Моисеев — Незнакомец из Контакта
23. 2015 — «Эрик XIV» А. Стриндберга; реж. Станислав Моисеев — Макс, прапорщик
24. 2016 — «Ричард III» У. Шекспира; реж. Автандил Варсимашвили — Лорд Стенли
25. 2016 — «Три товарища» Э. Ремарка; реж. Юрий Одинокий — Альфонс, бармен
26. 2018 — «Идиот» Ф. Достоевского; реж. Юрий Одинокий — Парфён Рогожин
27. 2018 — «Кориолан» У. Шекспира; реж. Дмитрий Богомазов — Кориолан

### Другие театры
…Полоний, сыгранный Дмитрием Рыбалевским интимно и масштабно, — циник и сводник с мобильным телефоном и перевязанным глазом. Это собирательный образ пирата Карибского моря и какого-то вездесущего Люцифера-осеменителя. Гибкого, коварного, томно-назойливого. Его приплясывающий Люцифер — мастер демоничных интриг. Никто не удивится, если добрая половина детей в датском королевстве появилась на свет благодаря усилиям конкретного черта.
1. 2016 — «Лёгкие» («Lungs») Дункана Макмиллана — читка пьесы; реж. Орест Пастух[9]
2. 2016 — «Слава героям!» П. Арье; реж. Станислав Жирков — Андрей Васильевич Чумаченко, ветеран Красной Армии (Театр «Золотые ворота» (Киев) и Ивано-Франковский академический областной музыкально-драматический театр им. И. Франко)[10][11]
3. 2016 — «Иллюзии» И. Вырыпаева; реж. Станислав Жирков[12]
4. 2017 — «Hamlet» (неоопера ужасов) по мотивам У. Шекспира в переводе Юрия Андруховича, музыка Романа Григорива и Ильи Разумейко; реж. Ростислав Держипольский[укр.] — Полоний (Ивано-Франковский академический областной музыкально-драматический театр им. И. Франко)[13]

## Фильмография
1. 2006 — Возвращение Мухтара—3 (73-я серия «Воскресный потоп») — Суровцев
2. 2007 — Тормозной путь — эпизод
3. 2011 — Ярость (Фильм 2 «Дезертир») — Алик
4. 2013 — Обычное дело — наркоман
5. 2013 — Ломбард
6. 2014 — Поиск — солдат с пистолетом
7. 2018 — Толока[укр.] — Васыль
8. 2018 — Воспоминания (социальный ролик)[14]

## Награды и признание
- 2003 — Лауреат Всеукраинского конкурса чтецов им. Т. Г. Шевченко
- 2017 — Заслуженный артист Украины[1]
- 2017 — «Мельпомена Таврии» (Херсон)[15]
  - Лучшая мужская роль (Андрей Васильевич в спектакле «Слава Героям» (Театр «Золотые ворота» (Киев) и Ивано-Франковский национальный академический областной музыкально-драматический театр имени Ивана Франко)
- 2019 — VIII Международная премия театральной академии (г. Циндао, Китай)[16]
  - Лучшее исполнение главной мужской роли (Кориолан в спектакле «Кориолан» (Национальный академический драматический театр имени Ивана Франко)
- 2019, 30 ноября — II Всеукраинский театральный фестиваль-премия GRA[17]
  - Лучшая мужская роль (Кориолан в спектакле «Кориолан» (Национальный академический драматический театр имени Ивана Франко)